# メラニー・クルーズ
メラニー・クルーズ（Melanie Cruise、女性、1987年1月7日 - ）は、アメリカ合衆国のプロレスラーである。イリノイ州シカゴ出身。

## 来歴
2008年4月26日、女子団体であるPOWWにてデビュー。
SHIMMER Volume 21のスパークルにてチェリーボムとシングルで対戦。Volume 23にて初テーピングを果たすが、Daffneyに敗れる。アニー・ソーシャル、ウェズナー・ビュージックと「ソーシャル・クラブ」を結成。
2011年よりSWEにも参戦。
2014年、プロレスリングWAVEに初来日。来日初戦は華名とシングルで対戦も、腕ひしぎ十字固めにギブアップ。タッグトーナメント「DUAL SHOCK WAVE 2014」に春日萌花と組んでエントリー。
2019年12月よりオール・エリート・レスリングに参戦。

## 得意技
クルーズコントロール（リフティング・スパインバスター)
チョークスラム
変型ファイル・カット
リバースDDTの体勢で相手の喉元に足を喉元に置いてからレッグドロップで相手をマットに叩き落とす技。
ツームストン・パイルドライバー
スナップ・スープレックス
スーパープレックス
ベリー・トゥー・バック・スープレックス
スイング・サイドスラム
横抱き状態から相手の身体をサイドに振ってサイドスラムに移行してマットに叩きつける。
ボディスラム
ゴリラ・プレス・スラム
バックブリーカー
エルボー
クローズライン
ビッグブーツ
コーナーフットチョーク
レッグドロップ

## 獲得タイトル
- RPW女子王座